# Gryszkabuda (gmina)
Gryszkabuda – dawna gmina wiejska istniejąca na przełomie XIX i XX wieku w guberni suwalskiej. Siedzibą władz gminy była Gryszkabuda (lit. Griškabūdis), a następnie Blustrwiszki.
Za Królestwa Polskiego gmina Gryszkabuda należała do powiatu władysławowskiego w guberni suwalskiej (od 1867).
Po odzyskaniu niepodległości przez Polskę i Litwę powiat władysławowski na podstawie umowy suwalskiej wszedł 10 października 1920 w skład Litwy.